# کارلو تاکینی
کارلو تاکینی (ایتالیایی: Carlo Tacchini؛ زادهٔ ۲۵ ژانویهٔ ۱۹۹۵) قایقران کانو اهل ایتالیا است.
وی در مسابقات کشوری و بین‌المللی در مجموع برندهٔ ۱ مدال طلا، ۱ مدال نقره، ۶ مدال برنز شده‌است.